# Through the Years (Jethro Tull)
Through the Years è una raccolta della band inglese Jethro Tull, pubblicata nel 1997.

## Il disco
Questa raccolta è stata distribuita quasi simultaneamente ad A Jethro Tull Collection ma con etichette e copertine diverse a seconda del paese di pubblicazione.
I due album contengono le stesse tracce, anche se in ordine diverso, tranne Living In The Past che in Through the Years è la versione strumentale live tratta da A Little Light Music mentre in A Jethro Tull Collection è la versione originale da studio.

## Tracce
1. Living In The Past (strumentale - live, Londra, 2 maggio 1992) - 5:03
2. Wind Up (1971) - 6:06
3. War Child (1974) - 4:03
4. Dharma For One (1968) - 4:13
5. Acres Wild (1978) - 3:23
6. Budapest (1987) - 10:02
7. The Whistler (1977) - 3:32
8. We Used to Know (1969) - 4:01
9. Beastie (1982) - 3:59
10. Locomotive Breath (1971) - 5:36
11. Rare And Precious Chain (1995) - 3:36
12. Quizz Kid (1976) - 5:07
13. Still Loving You Tonight (1991) - 4:30

## Formazione

### Gruppo
- Ian Anderson - flauti, mandolino, armonica a bocca, chitarra folk, percussioni, voce (tutte le tracce)
- Martin Barre - chitarra, chitarra folk (tutte le tracce)
- Dave Pegg - basso, mandolino (tracce 1, 6, 9)
- Dave Mattacks - rullante, grancassa, charleston, piatti, glockenspiel, percussioni, tastiere (taccia 1)
- Clive Bunker - batteria, percussioni (tracce 2, 4, 8)
- John Evan - pianoforte, organo (tracce 2 - 5, 7, 10, 12)
- Jeffrey Hammond - basso, flauto dolce contralto, controvoce (tracce 2, 3)
- Barriemore Barlow - batteria, glockenspiel, marimba, percussioni (tracce 3, 5, 7, 10, 12)
- Glenn Cornick - basso, organo Hammond (tracce 4, 8)
- John Glascock - basso (tracce 5, 7, 10, 12)
- David Palmer - organo portativo, tastiere, arrangiamento orchestrale (tracce 5, 7, 10)
- Gerry Conway - batteria, percussioni (traccia 9)
- Peter-John Vettese - pianoforte, sintetizzatore (traccia 9)
- Doane Perry - batteria, percussioni (traccia 11)
- Andy Giddings - testiere (traccia 11)

### Altri musicisti
- David Palmer - arrangiamento archi, direzione (tracce 2, 3)
- Darryl Way - violino (traccia 5)
- Gerry Conway - batteria (traccia 6, 9)
- Ric Sanders - violino (traccia 6)
- Matt Pegg - basso (traccia 13)
- Scott Hunter - batteria (traccia 13)